# Пондини
Пондини, още Торище или Торища (на гръцки: Ποντηνή; до 1927 година: Τόριστα, Ториста), е село в Република Гърция, в дем Гревена, област Западна Македония.

## География
Селището е разположено на 890 m надморска височина, в западното подножие на планината Аеторахи, на около 30 km източно от град Гревена.

## История

### В Османската империя
В края на XIX век Торище е мюсюлманско гръкоезично село в нахия Венци на Кожанската каза на Османската империя. Според статистиката на Васил Кънчов („Македония. Етнография и статистика“) през 1900 година в Торище живеят 527 валахади (гръкоезични мюсюлмани).
На Етнографската карта на Битолския вилает на Картографския институт в София от 1901 година Торище е чисто турско село в Кожанската каза на Серфидженския санджак със 107 къщи.
Според статистика на Серфидженския санджак на гръцкото консулство в Еласона от 1904 година в Торища (Τόριστα), Гревенска каза, живеят 600 валахади.

### В Гърция
През Балканската война в 1912 година в селото влизат гръцки части и след Междусъюзническата в 1913 година Торище влиза в състава на Кралство Гърция.
В средата на 1920-те години по силата на Лозанския договор населението на селото е изселено в Турция и на негово място са заселени понтийски гърци бежанци от Турция. В 1928 година селището е представено като изцяло бежанско със 75 семейства или 280 жители.
През 1927 година името на селото е сменено на Пондини.
Населението произвежда жито, тютюн и други земеделски култури, като частично се занимава и със скотовъдство.
На 26 юли, храмовия празник на селската църква „Света Параскева“, се провежда голям събор на понтийските гърци.
| Година    | 1913 | 1920 | 1928 | 1940 | 1951 | 1961 | 1971 | 1981 | 1991 | 2001 | 2011 | 2021 |
| --------- | ---- | ---- | ---- | ---- | ---- | ---- | ---- | ---- | ---- | ---- | ---- | ---- |
| Население | 474  | 504  | 285  | 392  | 349  | 455  | 411  | 366  | 387  | 322  | 333  | 166  |